# Vanessa Mak
Vanessa Mak (Rotterdam, 16 maart 1979) is een Nederlands jurist gespecialiseerd in het privaatrecht. Mak is hoogleraar aan de Universiteit Leiden.
Mak studeerde rechten aan de Erasmus Universiteit Rotterdam, waar ze in 2001 cum laude afstudeerde. Aansluitend behaalde ze aan de Universiteit van Oxford de graad Magister Juris ("with distinction", het Britse equivalent van cum laude). Ze promoveerde in 2006 tevens in Oxford op het proefschrift Performance-oriented remedies in European sale of goods law; promotor was Ewan McKendrick. Het boek werd in 2009 tevens uitgegeven door Hart Publishing. Ze doceerde tevens aan Oriel College in Oxford. Na haar promotie was ze een jaar verbonden aan het Max Planck-Instituut voor buitenlands en internationaal privaatrecht te Hamburg. In 2009 werd ze benoemd tot universitair docent privaatrecht aan de Tilburg University en in 2012 tot universitair hoofddocent aldaar. In 2011 was ze tevens korte tijd visiting fellow aan het Europees Universitair Instituut in Florence en in 2013 aan de Stanford-universiteit. 
In 2014 werd Mak benoemd tot hoogleraar privaatrecht aan de Tilburgse universiteit. Datzelfde jaar was ze een Emile Noël Fellow aan de New York University in het kader van haar onderzoeksproject "The Centre Cannot Hold – or Can It? Managing Pluralism in European Private Law" en het jaar daarop bracht ze enige tijd door aan de Universiteit van Toronto. In 2017 werd ze tevens benoemd tot vicedecaan voor onderzoek van de Tilburgse rechtenfaculteit. Met ingang van 1 oktober 2020 werd ze benoemd tot hoogleraar civiel recht, in het bijzonder consumentenrecht, aan de Universiteit Leiden, na het emeritaat van Jaap Hijma. Ze hield haar oratie, getiteld De prosument en de digitale economie: een verkenning van het privaatrecht van de toekomst, op 15 oktober 2021. In 2020 publiceerde ze het boek Legal Pluralism in European Contract Law bij Oxford University Press. Haar onderzoek richt zich op het Nederlandse en Europese privaatrecht en de rol van de consument daarin, mede in verband met digitalisering en de platformeconomie. Ze is redacteur van het Tijdschrift voor Consumentenrecht en handelspraktijken (TvC) en het Journal of European Consumer and Market Law (EuCML). In 2022 won ze — als eerste hoogleraar ooit aan de Leidse rechtenfaculteit — een VICI-beurs van NWO voor haar onderzoek naar het Europese consumentenrecht. Sinds 2022 is ze tevens wetenschappelijk directeur van het Instituut voor Privaatrecht van de Leidse rechtenfaculteit.
In 2024 werd Mak verkozen tot lid van de Koninklijke Nederlandse Akademie van Wetenschappen.
Vanessa Mak is deel van een drieling: haar zussen Chantal Mak en Elaine Mak zijn eveneens hoogleraar in de rechten, respectievelijk aan de Universiteit van Amsterdam en de Universiteit Utrecht. Ze behaalden eerder reeds alle drie tegelijk cum laude hun propedeuse en hun meestertitel.